# Sonnenaktivität

Veränderung der Häufigkeit von Sonnenflecken 1610–2015

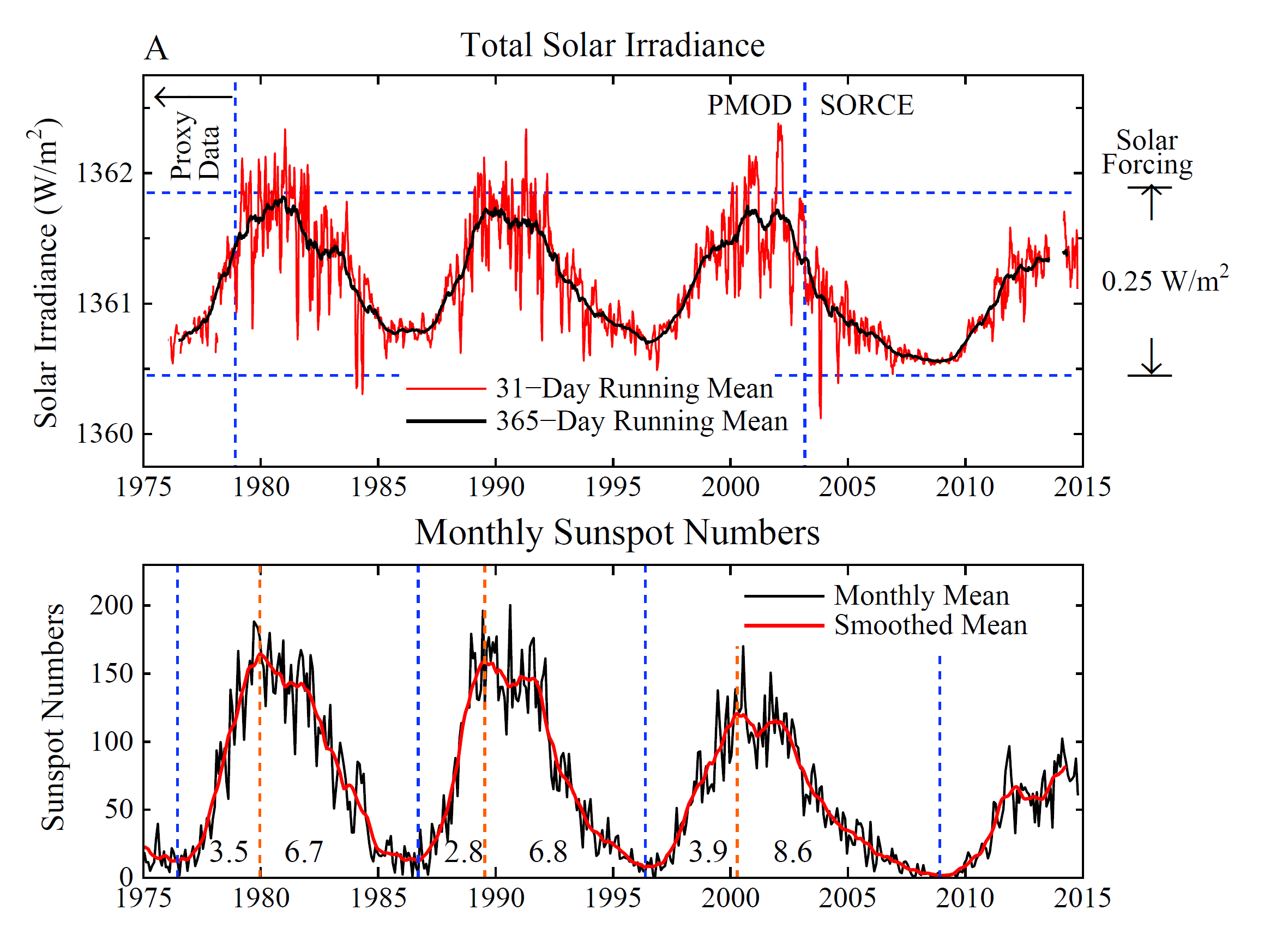
Graph über verschiedene Parameter der Sonnenaktivität 1975–2013

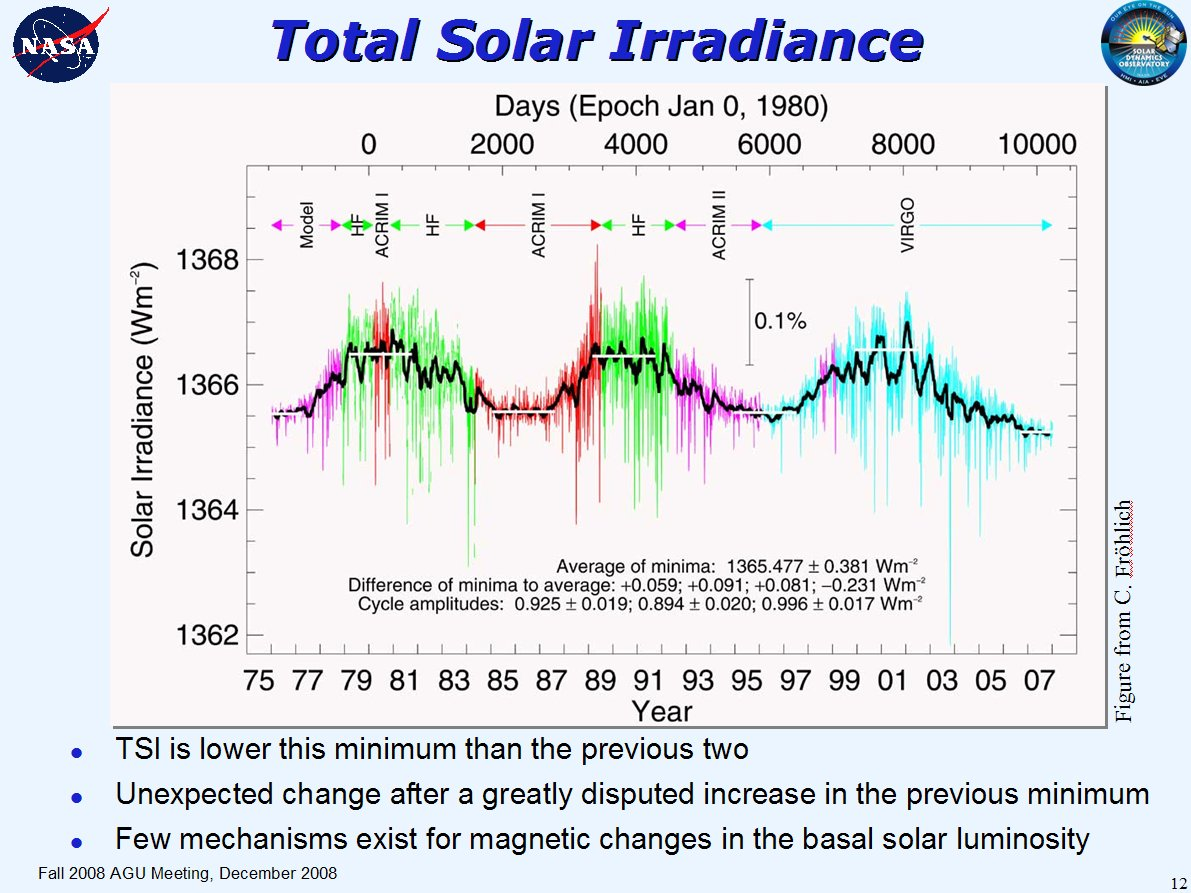
Graph der Sonneneinstrahlung 1975–2008, bezogen auf das gesamte Spektrum

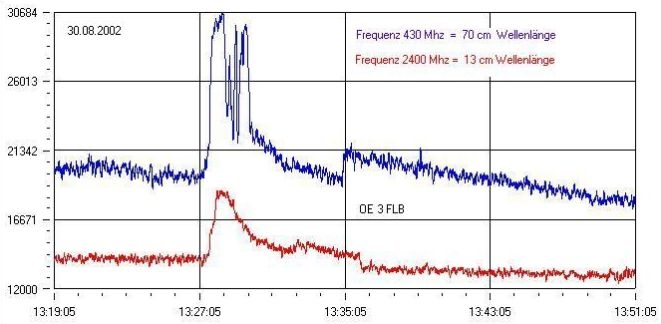
Sonneneruption am 20. August 2002

Als Sonnenaktivität werden veränderliche Eigenschaften der Sonne bezeichnet, die mit den Turbulenzen ihres extrem heißen Gases und laufenden Änderungen des Magnetfeldes zusammenhängen. Die Veränderungen können zyklischer oder unregelmäßiger Art sein. Die Sonnenaktivität zeigt sich am auffälligsten in wechselnder Häufigkeit der Sonnenflecken und ihrer Lage zum heliografischen Äquator, was schon durch einfache Sonnenbeobachtung mit kleinen Teleskopen feststellbar ist.
Der Sonnenfleckenzyklus hat eine durchschnittliche Periode von 11,1 Jahren, kann aber im Laufe eines Jahrhunderts zwischen 9 und 14 Jahren liegen. Die Sonne befindet sich seit dem Jahreswechsel 2019/2020 im 25. Sonnenfleckenzyklus. Die mittlere monatliche Zahl der Sonnenflecken schwankt von 0 bis 20 im Sonnenfleckenminimum zum Wechsel der Sonnenfleckenzyklen und zwischen 80 und 300 im Maximum zur Mitte der Sonnenfleckenzyklen. Das bisher höchste bekannte Maximum war 1957/59 mit einem Monatsmittel der Sonnenflecken-Relativzahl von 285. Im Maximum 2013/14 lagen die mittleren monatlichen Fleckenzahlen meist zwischen 80 und 120.
Mitte 2016 beobachtete man Tageswerte von Null bis etwa 60 und Monatsmittel unter 40. Damit hat die Aktivität seit Herbst 2015 um knapp die Hälfte abgenommen.
Zum Wechselspiel der Sonnenflecken kommen noch unregelmäßige Plasma- und Strahlungsausbrüche (Flares), Änderungen im Sonnenwind, vereinzelte geomagnetische Stürme und Protonenschauer, und die riesigen Gasfontänen der Protuberanzen.
Obwohl die Sonnenflecken eine um 1000–1600 °C niedrigere Temperatur als die übrige Sonnenoberfläche (5500 °C) haben, strahlt die Sonne während des Aktivitätsmaximums mit einer geringfügig höheren Leistung als im Sonnenfleckenminimum. Dazu tragen vor allem die Sonnenfackeln (heißere Gebiete mit etwa 7000 °C) bei. Die Sonnenaktivität ist verantwortlich für Ereignisse des Weltraumwetters und wirkt sich direkt auf Satelliten, aber auch auf technische Einrichtungen auf der Erde aus. Sie beeinflusst darüber hinaus das interplanetare Magnetfeld, das Erdmagnetfeld, die Ionosphäre und damit die Ausbreitung der Radiowellen und die Polarlichter.

## Ermittlung der Sonnenaktivität
Die Sonnenaktivität wird durch verschiedene Indizes quantifiziert. Indizes können auf direkten Beobachtungen der Sonnenaktivität beruhen, wie zum Beispiel der Sonnenflecken-Relativzahl oder der Radiointensität, man spricht dann von direkten Indizes. Oder sie beruhen auf Effekten, die ihrerseits durch die Sonnenaktivität hervorgerufen werden. In diesem Fall spricht man von indirekten Indizes. Direkte Indizes sind zwar vergleichsweise genau, reichen aber nur bis zum Beginn des 17. Jahrhunderts zurück. Indirekte Indizes lassen sich für die letzten ca. zehntausend Jahre, bis zum Beginn des Holozäns, mit abnehmender Genauigkeit angeben.

### Sonnenfleckenrelativzahl

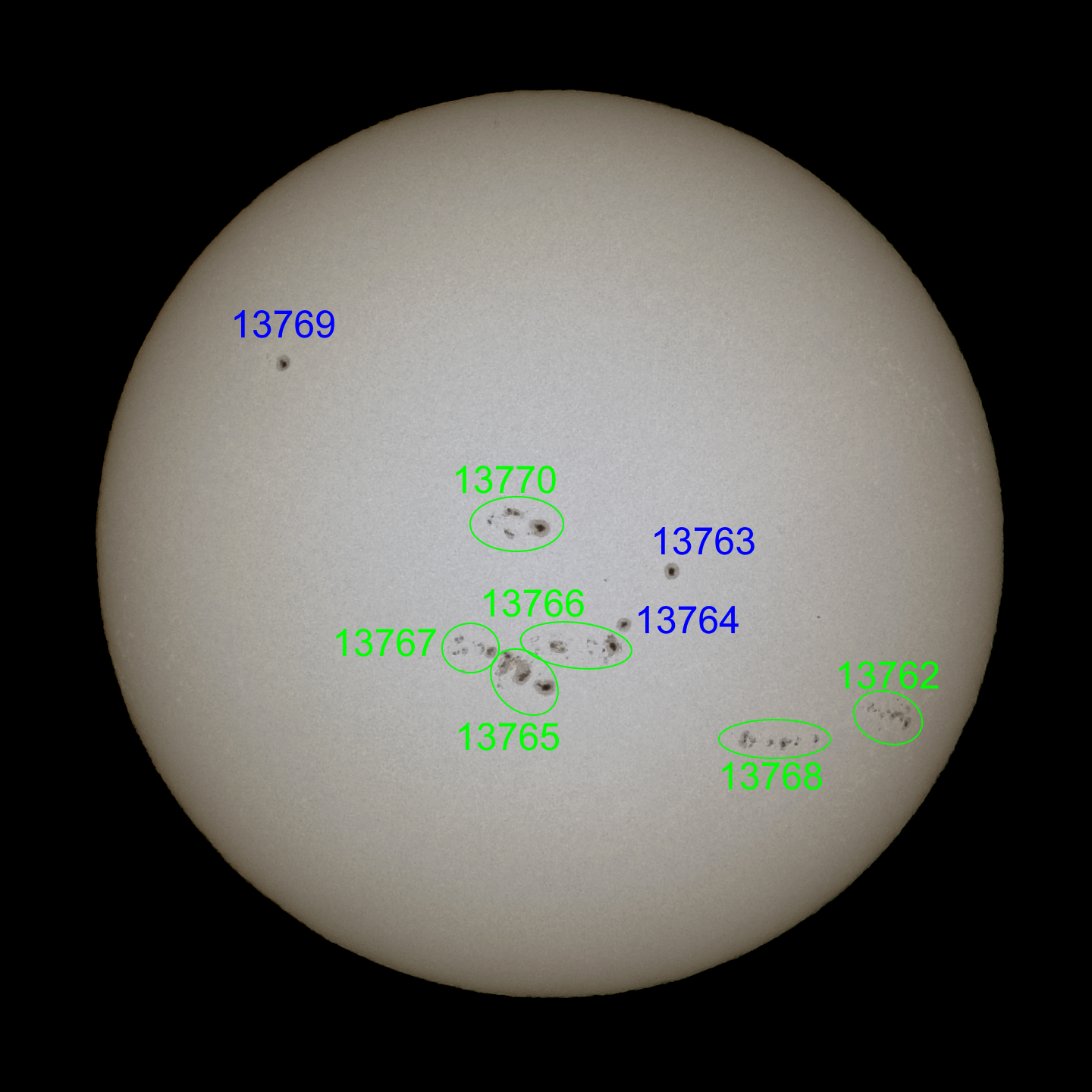
Nummeriertes Beispiel der Sonnenscheibe am 29. Juli 2024 mit drei einzelnen Sonnenflecken (blau) und sechs Sonnenfleckengruppen (grün).

Erste Beobachtungen von Sonnenflecken sind bereits aus dem 4. Jh. v. u. Z. durch Theophrastos von Eresos überliefert. Seit 1610 werden Sonnenflecken systematisch und mit Teleskop beobachtet und gezählt. Sie gehören damit zu jenen astronomischen Phänomenen, die am längsten nach modernen wissenschaftlichen Methoden untersucht werden.
Ein gutes und einfach bestimmbares Maß für die Sonnenaktivität ist die Sonnenfleckenrelativzahl:
{\displaystyle R=k\,(10\,g+f)}
k ist ein Korrekturfaktor für die Größe des verwendeten Teleskops und die aktuellen Sichtbedingungen (A. Wolfer, Pilotbeobachter von 1876 bis 1928, ist der neue Referenzbeobachter),
g ist die Anzahl der Fleckengruppen und f die Zahl der Einzelflecken.
Um 1970 begannen einige Sonnenobservatorien, täglich auch die Gesamtfläche der Flecken zu messen. Diese aufwendige Alternativmethode zeigt aber fast denselben Aktivitätsverlauf wie die einfache Zählung mittels Relativzahl.

### Radiointensität
Ein weiteres Maß für die Sonnenaktivität ist die Radiointensität der Sonne bei der Wellenlänge von 10,7 cm entsprechend einer Frequenz von 2,8 GHz. Diese Intensität korreliert mit der Relativzahl und wird mit radioastronomischen Methoden bestimmt.

### Indirekte Ermittlung aus Radionukliden
Anhand von Zeitreihen der Radionuklide 14C und 10Be lässt sich die magnetische Aktivität der Sonne über mehrere tausend Jahre rekonstruieren.
Energiereiche kosmische Strahlung aus dem Weltall wird in der Heliosphäre durch den Sonnenwind und das solare Magnetfeld abgeschwächt und abgelenkt. Bei geringerer Sonnenaktivität kann mehr und energiereichere kosmische Strahlung das Erdmagnetfeld durchdringen und in die Erdatmosphäre gelangen. Dort führt sie zu Wechselwirkungen, bei denen in Kernreaktionen die Nuklide 14C und 10Be erzeugt werden. Dieser Prozess ist die Hauptquelle für die Produktion der beiden Nuklide.
Die beiden so produzierten Radionuklide gelangen nach einem komplizierten Transportprozess in natürliche Klimaarchive: Das Kohlenstoff-Isotop 14C gelangt im Rahmen des Kohlenstoffkreislaufs in die Biosphäre – dort lässt es sich zum Beispiel mittels der Radiokohlenstoffmethode in Baumringen nachweisen – oder es wird im Meer abgelagert. Das Beryllium-Isotop 10Be lagert sich, sobald es sich in der Troposphäre befindet, innerhalb von ein bis zwei Wochen an Aerosole an oder wird durch Niederschläge auf die Erdoberfläche gebracht. Dort lässt es sich zum Beispiel in Eisbohrkernen der polaren Eisschilde nachweisen.
Aus den in Klimaarchiven gemessenen Nuklid-Konzentrationen lässt sich auf die solare Aktivität zurückschließen. Dabei sind Transportprozesse, klimatische Einflüsse auf den Transport, die Stärke des Erdmagnetfelds, andere Quellen der Nuklide und über sehr lange Zeiträume auch Änderungen der galaktischen kosmischen Strahlung zu berücksichtigen. Die Genauigkeit der Rekonstruktion liegt in der Größenordnung eines Jahrzehnts. Auf diese Weise aus 14C rekonstruierte Zeitreihen der Sonnenaktivität für das letzte Jahrtausend stimmen sehr gut mit Sonnenfleckenindizes überein, für 10Be etwas weniger gut.

## Zyklen

### Schwabe-Zyklus (11 Jahre)
Der auffälligste Zyklus ist der etwa 11-jährige Schwabe-Zyklus nach Samuel Heinrich Schwabe. Aufeinanderfolgende Maxima der Sonnenfleckenrelativzahl folgen in diesem zeitlichen Abstand aufeinander.

### Hale-Zyklus (22 Jahre)
Seit mit dem Zeeman-Effekt das solare Magnetfeld als Ursache der Sonnenflecken festgestellt wurde, lässt sich auch deren magnetische Polarität bestimmen. Auf einer Sonnenhemisphäre wechselt die magnetische Polarität der Flecken vom einen zum nächsten Zyklus. Dem 11-jährigen Zyklus liegt also ein doppelt so langer Zyklus zugrunde, der 22-jährige Hale-Zyklus.

### Weitere Vermutungen
Besonders durch die Erforschung der Klimageschichte wurden Regelmäßigkeiten erkannt und weitere Sonnenzyklen postuliert.
- Gleißberg-Zyklus (85 ± 15 Jahre): Der 80- bis 90-jährige Gleißberg-Zyklus wurde von Wolfgang Gleißberg entdeckt. Möglicherweise gibt es einen Zusammenhang mit dem jahrelang fleckenlosen Minimum um das Jahr 2008. Wolfgang Gleißberg hat eine Prognose-Methode entwickelt, die auf dem Vergleich mehrerer aufeinander folgender Zyklen beruht.[17][18]
- Suess-Zyklus (180–210 Jahre), auch Zyklus-208a oder de Vries-Zyklus genannt.[19]
- 1470-Jahreszyklus, möglicherweise verbunden mit den Bond- und Dansgaard-Oeschger-Ereignissen. Nach 1470 Jahren ist der 210er-Zyklus siebenmal und der 86,5er-Zyklus siebzehnmal abgelaufen.[20]
- Hallstatt- od. Bray-Zyklus (2400 ± 200 Jahre). Der Hallstatt- oder Bray-Zyklus wurde von diversen Wissenschaftlern nach Analyse von 14C und 10Be in Gestein und Eiskernen sowie Analyse von diversen Gletschervorstößen in den letzten Jahrtausenden postuliert.[21][22][23] Die Ursache sind wahrscheinlich Schwankungen der Sonnenaktivität.[24] Ein möglicher Zusammenhang mit einem 2318-jährigen Muster der Umlaufbahn großer Planeten in unserem Sonnensystem wurde 2016 postuliert.[25]

## Strahlungsspektrum und Ursprung
Seit einigen Jahrzehnten stellt die Sonnenforschung fest, dass Sonnenaktivität in anderen Bereichen des Spektrums noch stärker messbar ist, beispielsweise wird der solare Radioflux als Aktivitätsindikator herangezogen. Auch die Polarlichter hängen damit zusammen.
Die Strahlungsenergie der Sonne stammt aus Kernfusion von Wasserstoff zu Helium im Kern der Sonne und gelangt durch Teilchen (Neutrinos), Strahlungstransport und Konvektion nach außen. Durch Wechselwirkungen entsteht ein breites Strahlungsspektrum von Gammastrahlung über UV bis in den Radiowellenbereich. Dabei gibt es groß- und kleinräumige Temperaturunterschiede, Gasausbrüche und vereinzelte Strahlungsstürme im Röntgen-, UV- und Radiowellenbereich.

## Heiße Gaswolken, Flares und Polarlichter
Starke Magnetfelder bei großen Sonnenflecken (Typ E, Typ F) können Wolken heißen Gases aus den Außenschichten der Sonne ins All schleudern. Diese Gaswolken sind elektrisch geladen und stören daher das Erdmagnetfeld, wenn sie nach einigen Tagen bei der Erde ankommen.
Flares sind plötzliche Strahlungsausbrüche in den äußeren Schichten, die einige Minuten bis Stunden dauern. Dabei wird verstärkte Gammastrahlung, UV- und Radiostrahlung beobachtet. Auch energiereiche atomare Partikel (Elektronen, Protonen, Heliumkerne) können emittiert werden.
Ein geomagnetischer Sturm bleibt meist unbemerkt. Schwere Stürme können aber Satelliten, elektrische Anlagen oder Funkverbindungen stören, was in den vergangenen Jahren mehrmals vorkam. Während die erhöhte Strahlenbelastung während eines magnetischen Sturms auf der Erdoberfläche ungefährlich ist, kann sie jedoch in der Raumfahrt und auf manchen Langstreckenflügen gefährlich sein.
Nach Angaben des Geoforschungszentrums Potsdam legte der bislang größte geomagnetische Sturm der Geschichte am 1./2. September 1859 die gerade eingeführten Telegrafenleitungen lahm und erzeugte Polarlichter, die noch in Rom und Havanna sichtbar waren. Auch im Herbst 2003 waren Polarlichter bis in den Süden Deutschlands und in Österreich zu beobachten.
Jedes Sonnenobservatorium dient neben der Beobachtung von Sonnenflecken auch zur Messung von Flares und Strukturen der Sonnenkorona. Es gibt neuerdings spezielle Satelliten, welche verstärkte Gaswolken von Flares schon lange vor dem Eintreffen auf der Erde registrieren. Auch von den STEREO-Satelliten der NASA erhofft man sich neue Informationen über die Physik der Sonne und ihrer Anomalien.
Von Andrew Ellicott Douglass wurde vermutet, dass das Wachstum der Bäume von der Sonnenaktivität abhängen könnte.

## Sonnenaktivität in moderner Zeit

### Modernes Maximum
Im 20. Jahrhundert befand sich die Sonne in einer ungewöhnlich aktiven Phase, einem Grand Maximum, das seinen Höhepunkt 1957/1958 hatte. Die Sonnenfleckenzahl war 1950–2000 im Mittel mehr als doppelt so hoch wie 1750–1900. Rekonstruktionen anhand kosmogener Isotope legen nahe, dass Phasen derartig hoher Aktivität selten auftreten, eine ähnlich aktive Phase gab es zuletzt wahrscheinlich um 2000 v. u. Z. Mit Ende des 20. Jahrhunderts endete dieses Maximum, die Sonne trat wieder in eine Phase moderater Aktivität ein.

### Moderater 24. Zyklus

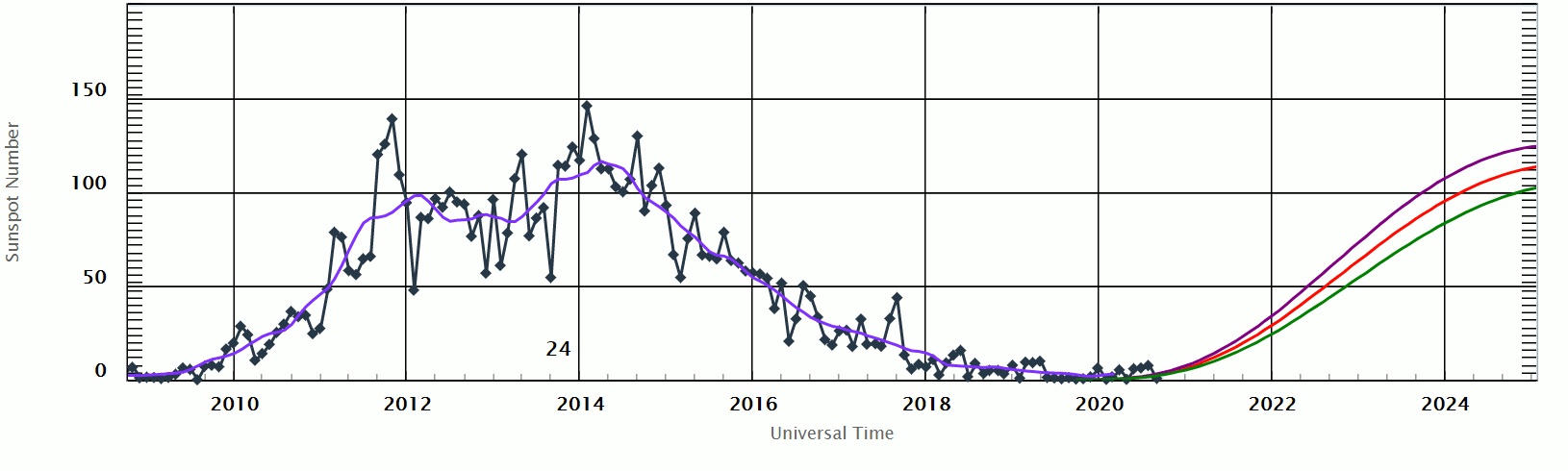
24. Sonnenzyklus, der beginnende 25. Sonnenzyklus und dessen Sonnenflecken (laufende Aktualisierung, Stand 09.2020).

Nach dem ungewöhnlich langen Minimum von 2008/09, wo die Sonne monatelang fleckenlos war, wurde das Maximum des laufenden 24. Sonnenzyklus zunächst für Ende 2012 prognostiziert. Die Zunahme der Aktivität erfolgte 2011 und Anfang 2012 wie erwartet und erreichte im Februar ein flaches Maximum, doch fiel die Sonnenflecken-Relativzahl im Sommer 2012 wieder ab und blieb bis zum Jahresende untypisch niedrig. Die Maximums-Prognose wurde daher auf Ende 2013 revidiert.
Ungewöhnlich war im 24. Zyklus auch die ungleiche Verteilung der Aktivitätszentren und der großen Fleckengruppen vom Typ E und Typ F. Während 2012 die Nordhalbkugel der Sonne etwas aktiver war, lagen 2013 fast alle großen Gruppen auf der Südhemisphäre. Korreliert mit der Sonnenrotation traten die höchsten Relativzahlen (ca. 130 bis 160) seit Mai 2013 um die Monatsmitte auf, und manche Fleckengruppen waren sogar freiäugig sichtbar; die niedrigsten Werte lagen um 20.
Noch ungleicher verteilt waren die Aktivitätszentren seit Frühjahr 2014, wo sie durch die Sonnenrotation jeweils im ersten Monatsdrittel sichtbar wurden. Der bisherige Höchstwert trat am 5. Juli 2014 mit etwa 160 Flecken und einer Relativzahl um 250 auf, während sie 2 Wochen vorher nur bei 50 lag.
Im Jahr 2015 sank die Relativzahl auf etwa 50 bis 130 und im ersten Halbjahr 2016 auf 20 bis 70. Anfang Juli 2016 war die Sonne erstmals in diesem Zyklus einige Tage ganz fleckenfrei.

#### 25. Zyklus
Im September 2020 bestätigte eine Analyse der NASA und NOAA, dass die Sonnenaktivität seit Dezember 2019 nach dem Minimum wieder ansteigt und damit der 25. Sonnenzyklus begonnen hat.

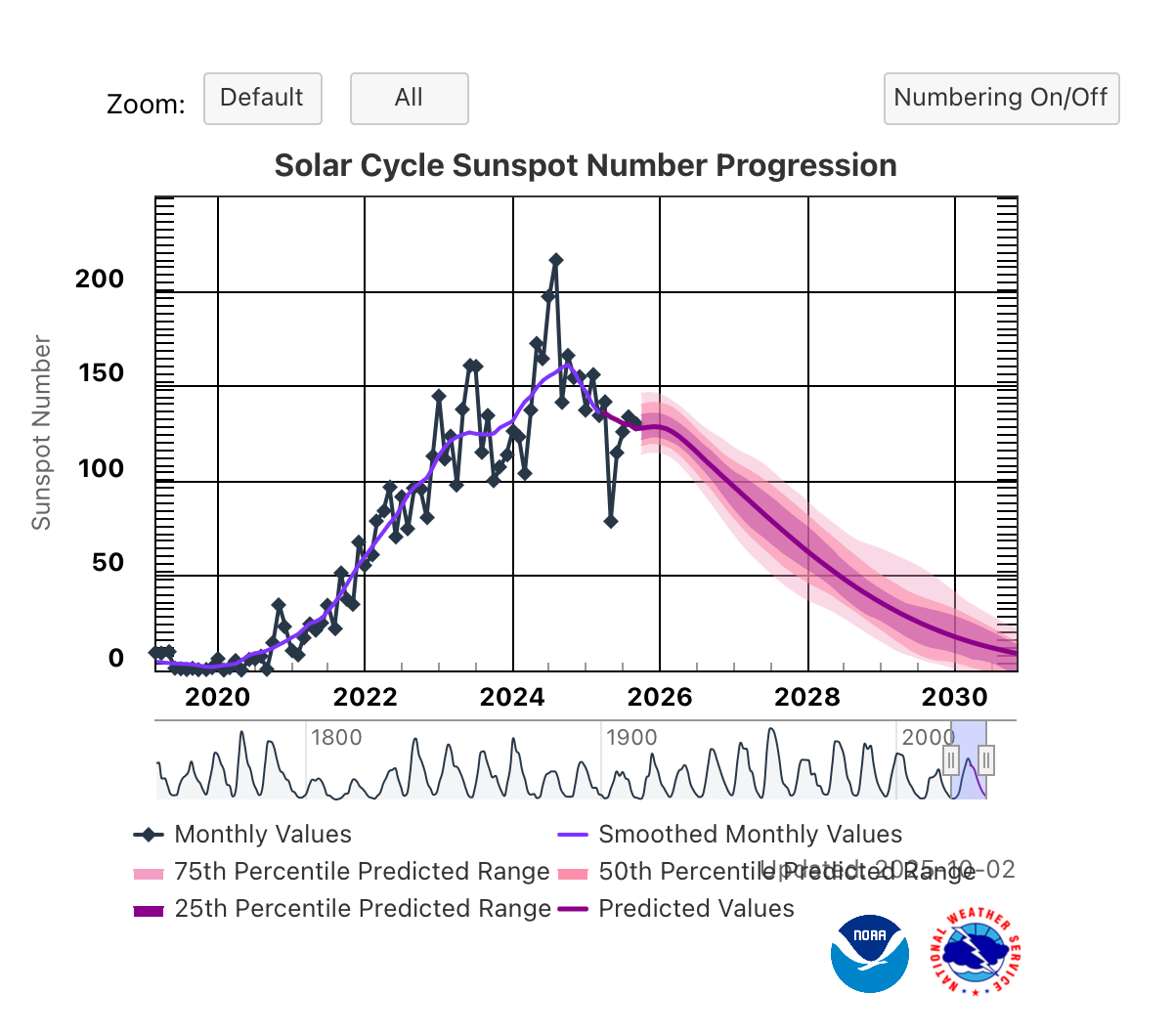
25. Zyklus (Stand Mai 2024)

## Vergleich mit anderen sonnenähnlichen Sternen
Ein Vergleich mit 369 sonnenähnlichen Sternen, die mit dem Kepler- und Gaia-Weltraumteleskop beobachtet worden waren, zeigt, dass deren Helligkeitsschwankungen typischerweise fünfmal stärker sind. Bei der Sonne sind sie typischerweise bei 0,07 Prozent. Dabei ergibt sich aus Isotopenanalysen aus Eiskernen, dass die Sonnenaktivität seit mindestens 9000 Jahren ähnlich gering ist. Bei dem Vergleich mit anderen Sternen wurden Alter, Oberflächentemperatur, Anteil schwerer Elemente und Rotationsperiode herangezogen. Mögliche Erklärungen sind, dass die Sonne sich im Augenblick in einer Ruhephase befindet und auf lange Sicht ähnlich hohe Schwankungen zeigt, oder dass sich die Sonne in bisher unbekannter Weise von diesen anderen Sternen unterscheidet.